# Fouchécourt (Alto Saona)
 Fouchécourt  es una población y comuna francesa, situada en la región de Franco Condado, departamento de Alto Saona, en el distrito de Vesoul y cantón de Combeaufontaine.

## Demografía
| 131 | 137 | 122 | 100 | 115 | 110 | 121 |
| Para los censos de 1962 a 1999 la población legal corresponde a la población sin duplicidades (Fuente: INSEE [Consultar]) |     |     |     |     |     |     |